# Kuvera toroensis
Kuvera toroensis är en insektsart som beskrevs av Matsumura 1914. Kuvera toroensis ingår i släktet Kuvera och familjen kilstritar. Inga underarter finns listade i Catalogue of Life.